# 张培善
张培善（1925年6月25日—2022年12月19日），男，山东滕县人，中国地质矿床学家、稀土专家，中国科学院地质与地球物理研究所研究员。